# Стипендиат Академии медицинских наук (Великобритания)
Стипендиат Академии медицинских наук англ. Fellow of the Academy of Medical Sciences (FMedSci) — это почётное звание для ученых-медиков, которые присуждается Академией медицинских наук Великобритании за «превосходное качество научных исследований, вклад в медицину и общество, а также общий масштаб их достижений».
Стипендиаты имеют право использовать пост-именные буквы FMedSci.